# Кабайда Анатоль
Анато́ль Кабайда (літ. псевд.: Анатолій Жуківський, кличка:  Медвідь; 13 жовтня 1912, Пигарівка, Новгород-Сіверський, Чернігівської губернії — 28 травня 1998, Канберра, Австралія) — член ОУН з 1929, учасник похідних груп ОУН-м, провідник ОУН в Луцьку. Призначений до штабу «Поліської Січі — УПА».

## Життєпис
З батьками емігрував до Польщі, де поселилися на Волині. Закінчив українську гімназію в Луцьку, а далі студіював архітектуру у Ґданську 1933—1937.

### Діяльність під час Другої світової війни
А. Кабайда отримав завдання від Т. Бульби-Боровця здобути довір'я німців, як перекладач, і триматися в Києві якнайдовше. У Києві він працювати зв'язковим штабу УПА, де незабаром ввійшов у довір'я німців і працював у штабі поліції.
А. Кабайда брав участь у формуванні Київського куреня. Після приходу Буковинського куреня в Київ у жовтні 1941 р. обидві курені були об'єднані. З них була сформована київська поліція і батальйони шуцманшафти, а потім поліцейських батальйонів «Hilfspolizei». Напочаток командував Петро Захвалинський Schutzpolizei, а з серпня 1942 р. їх очолив Анатолій Кабайда.
З доказів, поданих редактором «Огонька» Віталієм Коротичем у його кінопрограмі «Бабин Яр» з 1987 року, випливає, що Василь (так неправильно зазначено) Кабайда був «відповідальним за розстріли євреїв», але А. Кабайда перебрав посаду лише в серпні 1942 р., а масові єврейські розстріли відбулися на рік раніше у вересні 1941 р.
1945 р. відступаючи з України А. Кабайда став старшиною для доручень у штабі української дивізії СС «Галичина» ген. П. Шандрука[джерело?].

### Еміграція
У Німеччині взяв прізвище своєї матері — Жуківський.
Емігрував в Австралію, 1949 — Сідней. Провідний діяч Пласту, член (1954—1956), голова (1956-61, 1975-77) крайової пластової старшини, член курення Лісових Чортів. 1951 р. співзасновник Союзу Українських Комбатантів Австралії.
Переїхав 1961 р. в Канберру, де займався громадськими справами та писання статей до українських газет та журналів. Редагував обіжник Мельниківців в Австралії.

## Нагороди
Нагороджений екзильним урядом УНР Воєнним Хрестом та Хрестом Укр. Армії, майор.
Має Орден св. Юра в золоті.

## Родина
Сестра Ангелина залишилася в Україні, де керувала кабінетом І. Франка у Львівському Державному Університеті.